# Idre revir
Idre revir var ett skogsförvaltningsområde inom Dalarnas överjägmästardistrikt och Kopparbergs län. Det omfattade Idre socken med undantag dels av kronoparken Vegån, dels av inom socknen belägna delar av Särna och Idre socknars besparingsskogar. Reviret, vilket var indelat i sju bevakningstrakter, omfattade (1924) 177 880 hektar allmänna skogar, allt kronoparker.